# Кросби, Уильям Отис
Уи́льям Отис Кро́сби (англ. William Otis Crosby; 14 января 1850, Декейтер, тауншип Берд, округ Браун, Огайо — 31 декабря 1925, Бостон) — американский геолог и инженер, профессор Массачусетского технологического института (1906), член Американской академии искусств и наук (1881).

## Биография
Окончил Массачусетский технологический институт (1876), получив степень бакалавра.
С 1875 года, еще будучи студентом, был ассистентом по направлению геологии и минералогии в Бостонском обществе истории естествознания, где работал под руководством известного палеонтолога Альфеуса Хаятта.
По окончании Массачусетского технологического института был приглашен на должность инструктора в том же институте по кафедре геологии (1878-1883).
В 1881 году избран членом Американской академии искусств и наук в Кембридже, штат Массачусетс.
В 1883 году получил должность ассистента и занимал эту должность до 1902 года. Затем работал на должности доцента (1902-1906) и профессора минералогии и литологии до 1907 года, когда прогрессирующая глухота привела его к необходимости отставки.
Заведующий кафедрой геологии Массачусетского технологического института (1906-1907). В общей сложности был связан с этим институтом 54 года.
После прекращения преподавательской деятельности и до конца жизни активно работал экспертом-консультантом по строительству инженерных сооружений.
Умер в Бостоне 31 декабря 1925 года.

## Научная и инженерная деятельность
Преподавание в институте сочетал с обширной научной и инженерной деятельностью. Исследования охватывали такие области, как минералогия, магматические породы, гляциология, физическая география, метаморфизм, экономическая геология, трещинная нарушенность и тектоника, коралловые рифы, инженерная геология и подземные воды.
Дал одну из первых классификаций трещинной нарушенности массивов горных пород (1882).
Консультировал проекты в США, на Аляске, в Мексике и Испании. В их числе такие как акведук Катскилла, дамба в Масл-Шоулз, дамба Арророк, дамба Лабокилла в Чиуауа (Мексика) и др.

## Награды, признание
- Член Американской академии искусств и наук (1881)
- Член Геологического общества Америки
- Член Сейсмологического общества Америки[англ.]
- Член Американского института горных инженеров
- Член Бостонского общества истории естествознания
- Дважды награжден Премией Уолкера от Бостонского общества истории естествознания
- Бронзовая медаль Всемирной Парижской выставки (1900)

## Семья
Жена — Алиса Баллард Кросби (с 4 сентября 1876 года), сын Ирвин Баллард Кросби, геолог, ученый — продолжатель дела отца.